# Чауши
Чауши — село в Радищевском районе Ульяновской области, в составе Радищевского городского поселения.
Население - 51 (2010)

## Название
Название деревни происходит от тюркского слова чаус (чауш) — низший военачальник, служка в мечети; а также личное имя.

## История
В Списке населённых мест Российской империи по сведениям за 1859 год упоминается как владельческая деревня Селитьба (она же Одоещина Малая, Чауши) Хвалынского уезда Саратовской губернии, расположенная при безымянном роднике по левую сторону просёлочного тракта из Хвалынска в город Кузнецк (через Елшанку) на расстоянии 38 вёрст от уездного города. В населённом пункте насчитывалось 195 дворов, проживали 581 мужчина и 619 женщин. 
Согласно Списку населённых мест Саратовской губернии 1914 года деревня Чауш была отнесена к Адоевщинской волости. По сведениям за 1911 год в деревне проживали преимущественно бывшие помещичьи крестьяне, великороссы, составлявшие два сельских общества, в первом насчитывались 44 хозяйства (двора), проживали 122 мужчины и 125 женщин, во втором - 47 дворов, 126 мужчин и 122 женщины. В деревне имелась школа грамоты.

## География
Село находится в пределах Приволжской возвышенности, являющейся частью Восточно-Европейской равнины, у истоков речки Берёзовка (правый приток реки Терешка) на высоте около 180 метров над уровнем моря. Южнее села расположен крупный лесной массив. Почвы -
чернозёмы выщелоченные и чернозёмы остаточно-карбонатные.
Село расположено примерно в 12 км по прямой в юго-западном направлении от районного центра посёлка городского типа Радищево. По автомобильным дорогам расстояние до районного центра составляет 14 км, до областного центра города Ульяновска - 220 км. 
Часовой пояс
Чауши, как и вся Ульяновская область, находится в часовой зоне МСК+1. Смещение применяемого времени относительно UTC составляет +4:00.

## Население
Динамика численности населения по годам:
| Годы      | 1859 | 1911 | 1989 | 2002 |
| --------- | ---- | ---- | ---- | ---- |
| Население | 1200 | 495  | ≈150 | 78   |

| 2010 |
| ---- |
| 51   |

Национальный состав
Согласно результатам переписи 2002 года русские составляли 96 % населения села.

### Известные люди
В селе родился Петров, Григорий Николаевич (1926—1997) — советский и украинский учёный-эмбриолог.